# Presbyterianische Kirche von Nigeria
Die Presbyterianische Kirche von Nigeria (Presbyterian Church of Nigeria, Abkürzung: PCN)  ist eine presbyterianisch ausgerichtete Kirche in Nigeria. Sie hat über 1000 Gemeinden und fast vier Millionen Mitglieder. 

## Geschichte
Die Kirche wurde 1846 auf die Initiative freigelassener jamaikanischer Sklaven, schottischer Missionare und der Könige von Calabar hin gegründet. Das Team der Missionare der Kirche von Schottland wurde von Rev. Hope Masterton Waddell geleitet. Im Jahr 1858 gab sich die Kirche eine Verfassung und fungierte fortan als Presbyterium von Biafra (bezeichnet nach der  geographischen Region der Bucht von Biafra) der Kirche von Schottland. Ab 1921 war sie eine Synode und ab 1945 eine unabhängige Kirche, die Presbyterianische Kirche von Biafra. 1952 wurde die Kirche umbenannt zu Presbyterianische Kirche von Ostnigeria, bis sie dann nach der Unabhängigkeit Nigerias im Jahr 1960 ihren jetzigen Namen erhielt. 
Die Kirche engagiert sich gegenwärtig in der Missionsarbeit in traditionell nicht-presbyterianischen und nichtchristlichen Regionen Nigerias sowie in Benin und Togo. Das missionarische Engagement führte 1998 zur Gründung eines nationalen Direktorats für Missionsaufgaben. Mit der Ordination einer Frau im Jahre 1982 öffnete sich die PCN dem Predigtamt für Frauen. Gegenwärtig sind etwa 50 Frauen in den Gemeinden ordiniert.

## Struktur
Das höchste Organ ist die Vollversammlung, darunter die Synode, dann folgen das Presbyterium und schließlich die Gemeinde. Die gut 1000 Gemeinden sind in neun Synoden und 50 Presbyterien organisiert.   
Partnerkirchen sind die Kirche von Schottland, die Presbyterianische Kirche in Kanada, die Presbyterianische Kirche (U.S.A.) und die Protestantische Kirche in den Niederlanden. Die PCN unterhält ferner Beziehungen zu anderen presbyterianischen und reformierten Kirchen in Afrika.

## Lehre
Die Presbyterianische Kirche von Nigeria hat das Bekenntnis von Westminster angenommen. In der Tradition der reformierten Kirchen akzeptiert sie ausschließlich das Bibelwort als höchste Autorität. Andere Formen der Offenbarung oder auch der kirchlichen Tradition erkennt sie nicht an. Die PCN steht insofern dem gegenwärtigen charismatischen Mainstream des nigerianischen Christentums entgegen.

## Ökumene
Die Kirche ist Mitglied des Ökumenischen Rates der Kirchen (ÖRK), der All Africa Conference of Churches (AACC) und der Weltgemeinschaft Reformierter Kirchen.